# فرانچسکو یانیک
فرانچسکو یانیک (به ایتالیایی: Francesco Janich) (زاده ۲۷ مارس ۱۹۳۷ – درگذشته ۲ دسامبر ۲۰۱۹) بازیکن فوتبال اهل ایتالیا بود که از سال ۱۹۶۲ میلادی عضو تیم ملی فوتبال ایتالیا بود و در ۶ بازی ملی حضور داشت. او در بازی‌های ملی‌اش گلی به ثمر نرساند.
فرانچسکو یانیک آخرین بازی ملی خود را در سال ۱۹۶۶ میلادی انجام داد.